# Simulium longshengense
Simulium longshengense är en tvåvingeart som beskrevs av Chen, Zhang och Zhang 2007. Simulium longshengense ingår i släktet Simulium och familjen knott. Inga underarter finns listade i Catalogue of Life.